# 뿔이삭풀속
뿔이삭풀속(----屬, 학명: Parapholis 파라폴리스[*])은 벼과의 속이다. 아시아, 유럽, 북아프리카에 분포하며, 한국에서는 귀화식물인 뿔이삭풀 한 종이 자생한다.

## 하위 종
- 뿔이삭풀 P. incurva (L.) C.E.Hubb.
- P. filiformis (Roth) C.E.Hubb.
- P. gracilis Bor
- P. marginata Runemark
- P. pycnantha (Hack.) C.E.Hubb.
- P. strigosa (Dumort.) C.E.Hubb.